# Gjeller Sø
Gjeller Sø är en lagun på Gjeller Odde vid Limfjorden, omkring  fem kilometer norr om Lemvig i Västjylland i Danmark.  Gjeller Sø är en del av det Natura 2000-område som omfattar Nissum Bredning i Limfjorden. På grund av sitt läge, nära Nissum Bredning och Lem Vig, har Gjeller Sø bräckt vatten.
Omedelbart söder om Gjeller Sø på Gjeller Odde ligger hembygdsgården och -museet Gjellergaard hembygdsmuseum.